# Barbus macedonicus
Barbus macedonicus là một loài cá vây tia thuộc họ Cyprinidae.
Loài này chỉ có ở sông ngòi miền bắc Hy Lạp và Cộng hòa Macedonia.
Tình trạng bảo tồn của nó hiện chưa đủ thông tin.